# Патріотизм — останній прихисток негідника

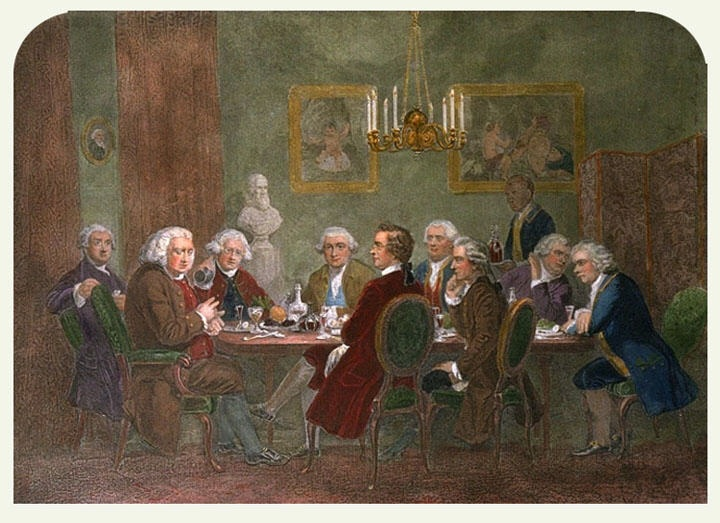
Джонсон і Бозвелл (обидва ліворуч) на літературному вечері.

«Патріотизм — останній прихисток негідника» (англ. Patriotism is the last refuge of a scoundrel) — афоризм британського літератора XVIII століття Семюела Джонсона. Вислів часто хибно приписують російському письменникові Льву Толстому.
Фраза була кинута експромтом і була би забута, якби її не зауважив у «Житті Семюела Джонсона» біограф Джеймс Босвелл. Біограф Джонсона пояснив вираз так:
|  | Він мав на увазі той патріотизм, що його багато хто в усі часи й у всіх країнах робив прикриттям особистих інтересів. |

Пізніше шанувальники літератора, з огляду на те, що Джонсон у своїй творчості був співцем патріотизму, запропонували інше розуміння сказаного: навіть мерзотник може знайти прощення і порятунок у щирій любові до вітчизни.